# Shangguan Yunzhu
Shangguan Yunzhu (en chino tradicional, 上官雲珠; Wade-Giles, Shang-kuan Yün-chu; Jiāngyīn, 2 de marzo de 1920 – Shanghái, 23 de noviembre de 1968) fue una actriz china activa desde la década de 1940 hasta la década de 1960. Fue considerada una de las actrices más talentosas y versátiles de China, y reconocida como una de las 100 mejores actrices de los 100 años del cine chino en 2005.
Nacida como Wei Junluo, huyó a Shanghái cuando su ciudad natal, Jiāngyīn, fue atacada por los japoneses durante la segunda guerra sino-japonesa. En Shanghái se convirtió en actriz de teatro y cine, su carrera despegó después del final de la guerra. Protagonizó varias películas prominentes de izquierda como El río de la primavera fluye hacia el este (1948), Cuervos y gorriones (1949) y Tres mujeres (1949). Después de la victoria comunista en China continental en 1949, su carrera retrocedió cuando su esposo se vio envuelto en la campaña anticapitalista Tres Anti y Cinco Anti, pero luego interpretó una amplia variedad de personajes en muchas películas.
Estuvo casada tres veces y tuvo tres hijos, pero todos sus matrimonios terminaron en divorcio. Se dice que tuvo una aventura con Mao Zedong, por lo que fue severamente perseguida por los seguidores de la esposa de Mao, Jiang Qing, durante la Revolución Cultural, lo que la llevó a suicidarse en noviembre de 1968.

## Biografía
Wei Junluo (en chino tradicional, 韋均犖) nació el 2 de marzo de 1920 en la localidad de Jiāngyīn, en la provincia de Jiangsu (República de China). También usó el nombre de Wei Yajun (韋亞君). Era la quinta y menor hija de sus padres. En 1936 se casó con Zhang Dayan (张大炎), profesor de arte y amigo de su hermano, y poco después dio a luz a su primer hijo llamado Zhang Qijian (张其坚) a la edad de 17 años.
Después del estallido de la segunda guerra sino-japonesa, el Ejército Imperial Japonés atacó Jiangyin en noviembre de 1937 y mató a una de sus hermanas en un bombardeo, por lo que se vio obligada a huir a Shanghái con su familia.

## Carrera
En Shanghái, encontró trabajo en un estudio fotográfico propiedad de He Zuomin, un fotógrafo de la Mingxing Film Company. Influenciada por los muchos clientes del estudio de la industria cinematográfica, quedó fascinada con la actuación. En 1940 se matriculó en una escuela de teatro y después de graduarse comenzó a trabajar en la Xinhua Film Company. Adoptó el nombre Shangguan Yunzhu sugerido por el influyente director Bu Wancang. Después de interpretar con éxito a la protagonista femenina en la obra de teatro Thunderstorm de Cao Yu, Shangguan se unió a la Yihua Company e hizo su debut cinematográfico en Fallen Rose en 1941.

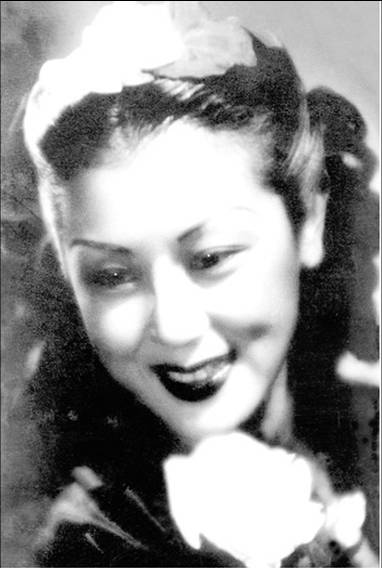
Shangguan en la década de 1940

En 1942, se unió a la Sociedad Dramática de Tianfeng, donde conoció al dramaturgo Yao Ke (姚克). Al año siguiente, se divorció de su primer marido Zhang Dayan y se casó con Yao. En agosto de 1944 dio a luz a su primera y única hija a la que puso el nombre de Yao Yao (姚姚). Sin embargo, su nuevo matrimonio duró poco debido a la infidelidad de Yao, y la pareja se divorció antes de que su hija cumpliera dos años. Posteriormente, tuvo una breve relación con el actor Lan Ma (蓝 马). En el período de posguerra, Shangguan Yunzhu interpretó sus primeros papeles protagonistas en películas como: Sueño en el paraíso dirigida por Tang Xiaodan y ¡Viva la señora! Dirigida por Sang Hu. Luego protagonizó varias películas revolucionarias, incluidas El río de la primavera fluye hacia el este (1947), de los directores Cai Chusheng y Zheng Junli, Innumerables luces (1948) del director Shen Fu, Cuervos y gorriones (1949) dirigida por Zheng Junli y Tres mujeres (1949) del director Chen Liting. Sus magistrales actuaciones en estas películas, muy populares en la época, le dieron una gran fama y elogios de la crítica.

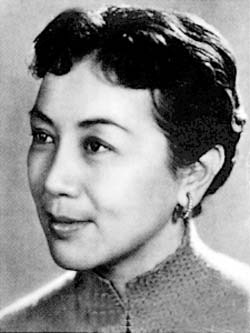
Fotografía de Shangguan durante la época comunista

Después de que los comunistas de Mao Zedong ganaran la guerra civil china y establecieran la República Popular China en 1949, Shangguan Yunzhu continuó su carrera como actriz bajo el nuevo gobierno. En 1951 se casó con su tercer marido, Cheng Shuyao (程述尧), director del Lyceum Theatre de Shanghái. Dio a luz a su tercer hijo llamado Wei Ran (韦然). Sin embargo, poco después su esposo se vio envuelto en las Campañas Tres Anti y Cinco Anti, una campaña política lanzada por Mao contra la clase capitalista en 1952. Fue acusado de malversación de fondos y confesó los cargos bajo presión, por lo que decidió divorciarse de Cheng; su matrimonio duró menos de dos años. Más tarde tuvo otra relación con el director He Lu (贺路).
Su carrera se vio seriamente afectada por su relación con Cheng, por lo que no tuvo ningún papel importante durante varios años. Esto cambió en 1955, cuando protagonizó la película Tormenta en la Isla del Sur. El director Bai Chen (白沉) la eligió para interpretar el papel principal como una enfermera heroica, muy lejos de sus papeles tradicionales de mujeres de la alta sociedad y esposas ricas. Se adaptó bien a su nuevo papel y a partir de entonces interpretó una amplia variedad de personajes en numerosas películas en los siguientes años incluidas Es mi día libre (1959), La primavera llega al árbol marchito (1961), Primavera temprana en febrero (1963) y Hermanas de escenario (1965). Durante este periodo fue reconocida como una de las actrices más talentosas y versátiles de China.

## Relación con Mao Zedong
Muchos autores consideran que Shangguan tenía una relación íntima con Mao Zedong. El 10 de enero de 1956, Shangguan y Mao tuvieron una reunión privada organizada por el alcalde de Shanghái, Chen Yi, en la que Mao dijo que era fan suyo. Mao solicitó reunirse con ella «en privado» muchas veces.

## Muerte

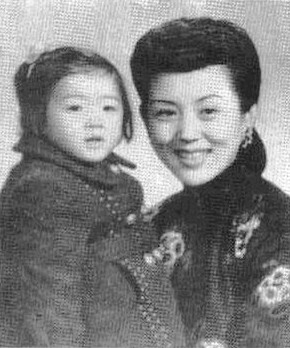
Shangguan con su hija Yao Yao en una foto de finales de la década de 1940

En 1966, se la diagnosticó un cáncer de mama y hubo que realizarla una cirugía de emergencia que fue exitosa. Sin embargo, solo dos meses después se descubrió que también tenía cáncer en el cerebro y tuvo que someterse a una nueva operación.
Al mismo tiempo, la Revolución Cultural estaba en marcha. Dos películas en las que había aparecido, Primavera temprana en febrero y Hermanas de escenario, fueron denunciadas como «enormes malezas venenosas». También estaba bajo una severa persecución por su supuesto romance con Mao. Fue duramente golpeada y humillada por los seguidores de la esposa de Mao, Jiang Qing, quienes le dieron un ultimátum para que confesara su relación con Mao. A las 3:00 a. m. del 23 de noviembre de 1968, Shangguan Yunzhu saltó desde su apartamento y murió.

## Biografías y museo
Se han publicado varias biografías en chino sobre la vida de Shangguan Yunzhu:
- Chen Danyan, Belleza de Shanghái (上海的红颜遗事) (2000) – Relato biográfico de Shangguan y su hija Yao Yao, quien murió en un accidente de tráfico en 1975.[8]
- Wei Xiangtao, duelo por una estrella de cine: una biografía de Shangguan Yunzhu (1986).[7]
- Chen Fuguan (陈复官), Shangguan Yunzhu.[9]

En 2007, la casa de su infancia en Changjing, Jiangyin, se abrió al público como el Museo Shangguan Yunzhu.

## Filmografía selecta

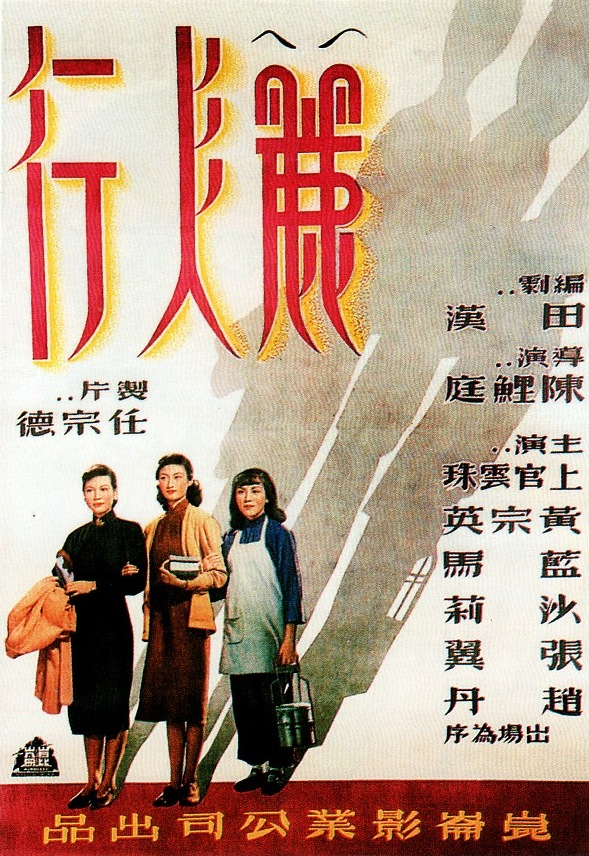
Póster original de la película Tres mujeres de 1949, dirigida por Chen Liting

- 1941 Fallen Rose (dirs. Wu Wenchao y Wen Yimin)
- 1947 Dream in Paradise (dir. Tang Xiaodan)
- 1947 Long Live the Missus! (dir. Sang Hu)
- 1947 El río de la primavera fluye hacia el este (dirs. Cai Chusheng y Zheng Junli)
- 1948 Myriad of Lights (dir. Shen Fu)
- 1949 Hope in the World (dir. Shen Fu)
- 1949 Cuervos y gorriones (dir. Zheng Junli)
- 1949 Tres mujeres (dir. Chen Liting)
- 1955 Storm on the Southern Island (dir. Bai Chen)
- 1959 It's My Day Off (dir. Lu Ren)
- 1961 Spring Comes to the Withered Tree (dir. Zheng Junli)
- 1963 Early Spring in February (dir. Xie Tieli)
- 1965 Stage Sisters (dir. Xie Jin)